# Бетси Ру
Бетси Ру е (на английски: Betsy Rue) американска актриса родена на 14 май 1979 г. Става популярна през 2009 г. най-вече с голите сцени във филма „Кървавият Свети Валентин 3D“. Появява се в епизодични роли и в много телевизионни сериали като „Как се запознах с майка ви“, „Eastwick“, „Unfabulous“, „According to Jim“, „True Blood“ и „iCarly“.